# Sheffield Sports and Athletic League
Sheffield Sports and Athletic League är en engelsk fotbollsliga i Sheffield. Den består av en division som ligger på nivå 16 i det engelska ligasystemet. Ligan är en matarliga till Sheffield and Hallamshire County Senior League.